# Breach (Walk Alone)
«Breach (Walk Alone)» — песня голландского диджея Мартина Гаррикса и польского диджея Blinders. Авторам выступили Гаррикс, Blinders, Дуэйн Уитмор и Илси Джабер, Джабер исполняет неуказанный вокал. Она была выпущена лейблом STMPD, который имеет эксклюзивную лицензию для Epic Amsterdam, подразделения Sony Music. Песня включена в мини-альбом BYLAW.

## Предыстория
Описанная как «пульсирная, индустриальная электро-хаусная мелодия», песня описывается как возвращение Гаррикса к его «электронным корням». Первоначально песня была раскрыта на таинственном сайте, на котором опубликована обложку с подробным описанием песен из мини-альбома Plus. Среди песен была песня «Breach (Walk Alone)», которая была выпущена в качестве первого сингла с мини-альбома и первой из пяти песен для серии ежедневных релизов, которые начались 15 октября 2018 года. В песне присутствуют элементы биг-рум-хауса, она состоит из «синтезаторной мелодии, изобилующей напряжением, которое нарастает до дропа» и вокала певицы. Песня вышла на фестивале Tomorrowland 2018.
Песня была описана как «написанная ведущей строкой, которая напоминает классический хард-хаус, это огромная плита электро-хауса со сладким женским вокалом в своей основе. Как серьёзная композиция, это была одна из самых востребованных композиций на сцене с тех пор, как Гаррикс выпустил её на Tomorrowland». Она состоит из двух частей и звучии с огромным дропом с басовыми звуками и синтезаторами.

## Музыкальный клип
Сценаристом и режиссёром выступил Дамиан Каршня, Гаррикс м Blinders появились в камео. Клип известен своими «концепциями криптоапокалипсиса» конца 90-х годов. В нём показана главная модель (Игорь Блюсович), сражающаяся через красно-синий «виртуальный одержимый» мир. Оператор — Джулиан Ломага, сценаристы — Мис Рузен, Дэвид Харингсма и Рик Батенбург, а монтажёры — Дико Мирза, Дамиан Каршня и Миз Розен.
Клип был отмечен тем, что в нем были «Визуальные эффекты, подобные Scanner Darkly, в которых представлены Гаррикс вместе с рядом неопознанных людей в том, что, кажется, является наркотическим опытом ночного клуба».